# Рыженко, Павел Викторович
Па́вел Ви́кторович Рыже́нко (11 июля 1970, Калуга — 16 июля 2014, Москва) — русский живописец, художник Студии военных художников имени М. Б. Грекова. Заслуженный художник Российской Федерации (2012).

## Биография
В 1982 году поступил в Московскую среднюю художественную школу при институте имени Сурикова.
В 1988—1990 годах служил в армии.
В 1990 году поступил в Российскую академию живописи, ваяния и зодчества, учился у профессора, народного художника СССР Ильи Глазунова. В 1996 году защитился с дипломной картиной «Калка».
С 1996 по 1999 годы — в самостоятельной творческой деятельности. С 1999 года преподавал в Российской академии живописи, ваяния и зодчества на кафедре композиции.
С 2000 года организует персональные выставки.
В 2002 году он получил учёное звание доцента, окончив аспирантуру Российской академии живописи, ваяния и зодчества по творческой специальности «живопись» (кафедра живописи и рисунка).
По окончании академии остался преподавать и работал последовательно на кафедре архитектуры, реставрации и композиции до 2007 года.
В феврале — апреле 2007 года состоялась персональная выставка Павла Рыженко в Центральном музее Вооружённых сил РФ.
Также в 2007 году начал работать в Студии военных художников имени М. Б. Грекова. Под руководством Рыженко, совместно с художественным руководителем студии А. К. Сытовым, группой ведущих мастеров была создана диорама — «Великое стояние на реке Угре в 1480 году», посвящённая одному из знаменательных событий в истории России. Представлена в монастырском музее храма в скиту на реке Угре в честь Владимирской иконы Божией Матери (верхнего) и преподобного Сергия Радонежского (нижнего) Тихоновой пустыни Дзержинского района Калужской области. Двадцатидвухметровая диорама была закончена незадолго до смерти художника.
В октябре — ноябре 2009 года состоялась персональная выставка в художественной галерее Центрального музея Великой Отечественной войны.
Был прихожанином храма Всех Святых Алексеевского ставропигиального женского монастыря в Москве.
Скоропостижно скончался 16 июля 2014 года в Москве. Причиной смерти стал инсульт. Отпевание состоялось 20 июля в храме Всех Святых в Красном селе, а похороны — на Ждамировском кладбище в деревне Ждамирово под Калугой.

## Основные произведения
- Триптих «Покаяние» («Удар колокола», «Веночек», «Муравейник») (2004)
- Триптих «Царская Голгофа» («Прощание с конвоем», «Александровский дворец», «Ипатьевский дом. Расстрел») (2004)
- Триптих «Русский Век» («Царские погоны», «Фотография на память», «Пасха в Париже») (2007)
- Триптих «Солнце земли Русской» («Невская битва», «Александр Ярославович Невский», «Сартаг») (2008—2009)
- Диптих «Начало войны 1941 года» (левая часть), «Битва под Москвой» (правая часть) (2011)
- Триптих «Наследник» (2013)
- Диорама «Крещение войска Великого Князя Владимира» совместная работа с А. М. Самсоновым (2009)
- Диорама «Великое стояние на реке Угре в 1480 году» (2014)
- «Смутное время»
- «Благословение Преподобного Сергия Радонежского»
- «Победа Пересвета»
- «Куликовское поле»
- «Малюта»
- «Князь Курбский»
- «Тишайший»
- «Житие Сергия»
- «Страшный Суд»

## Награды
- Заслуженный художник Российской Федерации (2012).
- Орден Святого Страстотерпца Царя Николая Второго от Первоиерарха Русской Православной Церкви Заграницей митрополита Илариона (2012).

## Память

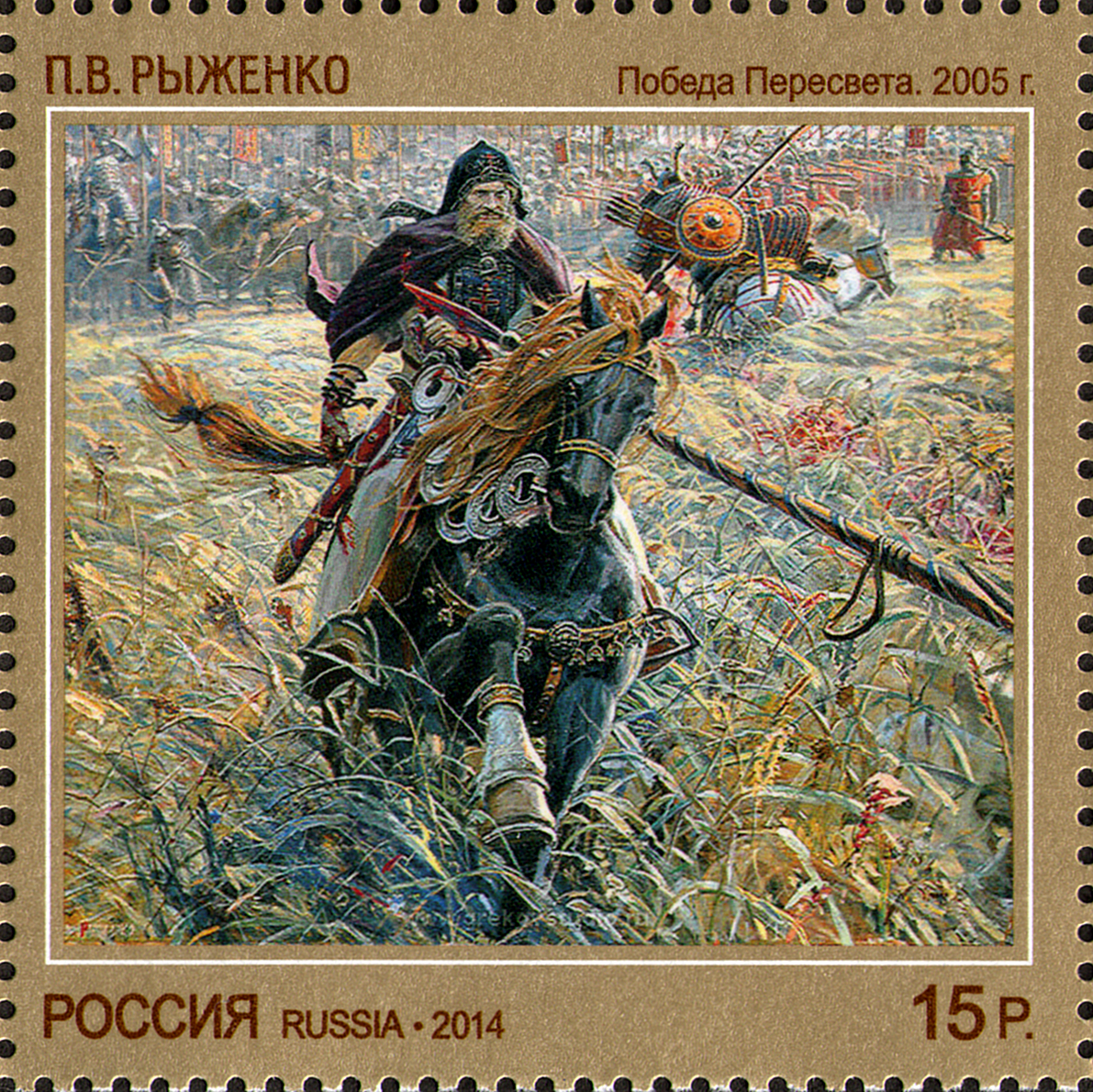
П. В. Рыженко. Победа Пересвета. 2005 г. Почтовая марка России, 2014 г.,

- В 2014 году выпущен набор почтовых марок номиналом 15 рублей "Современное русское искусство", включающий марку с изображением картины П.В. Рыженко "Победа Пересвета", написанной им в 2005 году.[6]

- В доме-усадьбы Щепочкина в Полотняном Заводе, филиале Калужского музея изобразительных искусств, после реставрации, будет открыта постоянная выставка картин Павла Рыженко[7].

- В июле 2015 года на территории мужского монастыря Тихонова пустынь в селе Дворцы во Владимирском скиту, где расположен музей-диорама «Стояние на Угре», был установлен бюст художника. Он был изготовлен в Студии военных художников им. М. Б. Грекова[8].

- В 2018 году общеобразовательной школе №28 города Калуги, в которой учился П. В. Рыженко, присвоено его имя и установлена мемориальная табличка.[9]